# Casquet glacial de l'Antàrtida

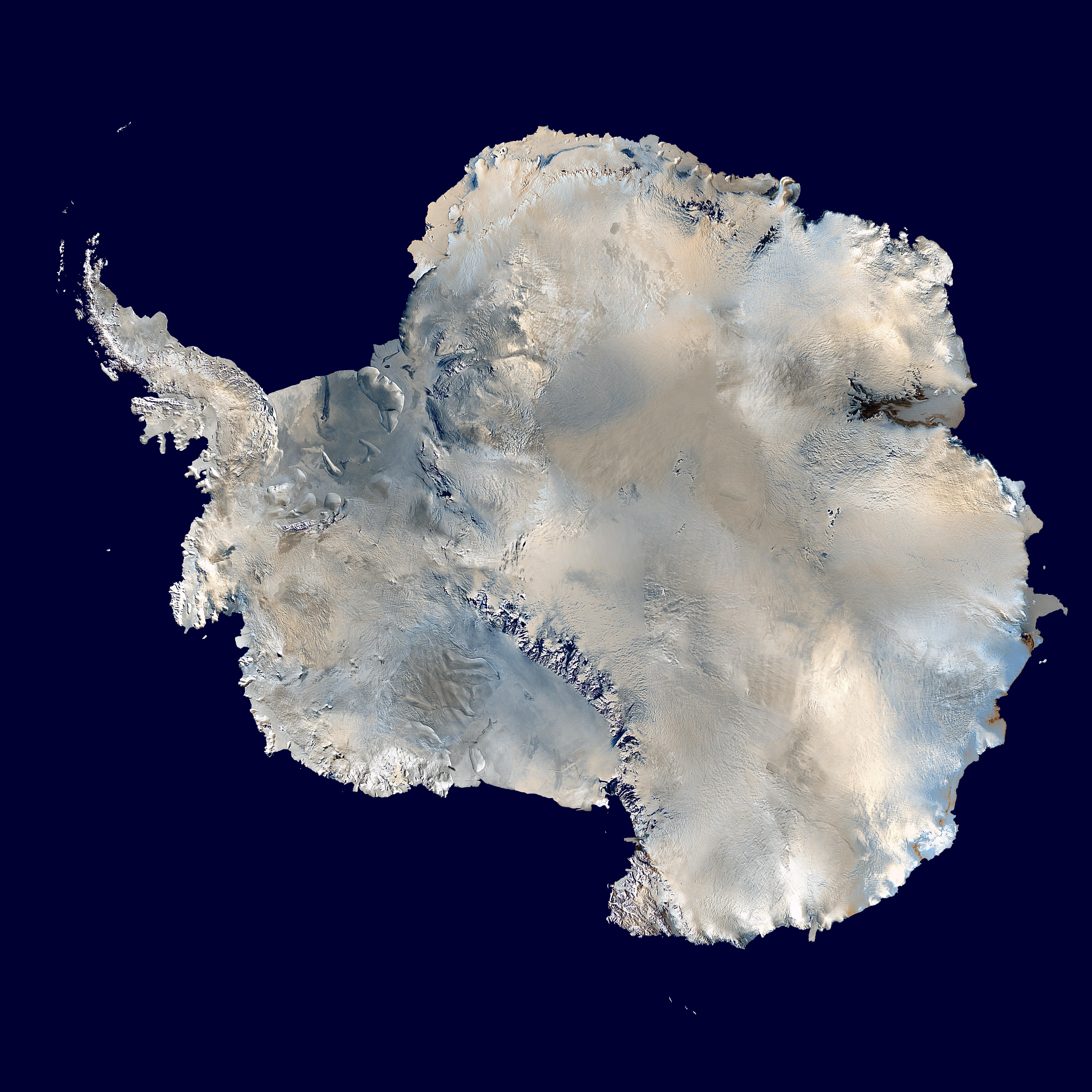
Una imatge composta de l'Antàrtida obtinguda per satèl·lit

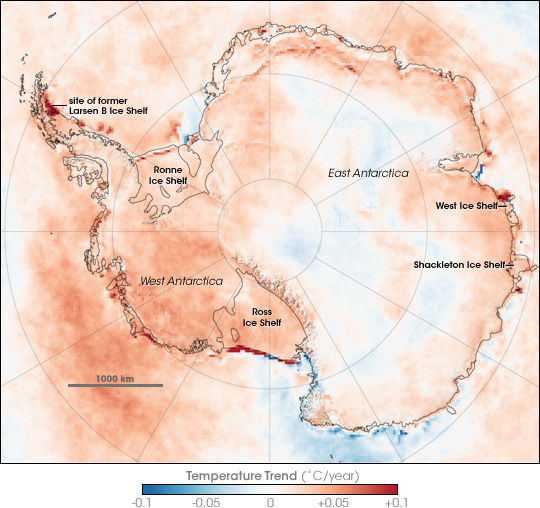
Tendències de la temperatura de la superfície de l'Antàrtida entre 1981 i 2007.

El casquet glacial de l'Antàrtida o indlandsis de l'Antàrtida és una de les dues masses de gel polar de la Terra, l'altra és la de Groenlàndia. Cobreix un 98% del continent Antàrtic i és la més extensa de la Terra. Abasta una superfície de gairebé 14 milions de quilòmetres quadrats i conté 30 millions de km cúbics de gel. Això representa que, aproximadament, el 61 percent de tota l'aigua dolça de la Terra es troba al casquet glacial de l'Antàrtida, una quantitat equivalent a una capa d'aigua de 70 m dels oceans terrestres. A l'Àntàrtida oriental el casquet glacial reposa sobre terra ferma, però en l'Antàrtida occidental el fons del casquet es pot estendre a més de 2.500 m per sota del nivell del mar.
El glaçament de l'Antàrtida començà per les zones litorals a mitjans de l'Eocè fa uns 45.5 milions d'anys i es va intensificar a l'interior durant l'extinció de l'Eocè i Oligocè, fa uns 34 milions d'anys. Els nivells de CO₂ estaven en unes 760 ppm i han estat disminuint des dels anteriors nivells de milers de ppm. La glaciació va estar afavorida per un interval en el qual l'òrbita de la Terra afavoría els estius freds però el cicle de la relació isotòpica de l'oxígen eren molt grans per a ser explicats només pel creixement del casquet indicant una edat de gel d'alguna magnitud. L'obertura del Pas de Drake podria haver jugat també un paper
El gel entra al casquet glacial de la precipitació que cau en forma de neu. Aquesta neu es compacta per formar el gel del casquet el qual es mou per la força de la gravetat cap a la costa. La majoria del gel es transporta en direcció la costa en forma de ràpids torrents de gel. Aleshores el gel passa dins l'oceà formant extenses plataformes de gel les quals es poden fondre o se separen per formar icebergs que finalment es fondran.
Si la transferència del gel des de la terra al mar s'equilibra per la neu precipitada a la terra, aleshores no hi haurà una contribució neta a la pujada global del nivell del mar. La NASA va trobar entre 1979-1999 que les zones de l'Antàrtida on s'incrementava el gel respecte a les zones que el gel decreixia estaven en la relació 2:1. La tendència general mostra que si s'escalfa el clima de l'hemisferi sud podria portar més humitat a l'Antàrtida, causant que el casquet glacial de l'interior creixi, mentre la separació de gel de la costa també s'incrementaria fent que aquestes zones litorals retrocedissin. Tanmateix amb dades més recents de satèl·lit suggereixen que la quantitat total de gel de l'Antàrtida ha començat a disminuir en els darrers pocs anys. La temperatura mitjana de la superfície de l'Antàrtida ha augmentat >0.05 °C/per dècada des de 1957.
Les conseqüències de la disminució del gel antàrtic al ritme actual passen per l'increment de la velocitat dels corrents marins, canvis en l'ecosistema local i un lleuger augment en el nivell del mar planetari.